# Eric Church
Kenneth Eric Church (né le 3 mai 1977 à Granite Falls, en Caroline du Nord) est un auteur-compositeur-interprète américain de musique country.

## Biographie
Eric Church a grandi à Granite Falls, en Caroline du Nord. À l'âge de treize ans, il s'achète sa première guitare et commence à écrire ses propres chansons. Pendant sa dernière année de lycée il se produit régulièrement dans un bar local. Il y interprète de nombreux titres de Jimmy Buffett ainsi que ses propres chansons. Il s'entoure de musiciens avec lesquels ils jouent dans des restaurants et bars à travers la Caroline du Nord. Son groupe se composait de son colocataire, de son frère, et d'autres collègues guitariste. Le groupe s'appelait les "Mountain Boys".
Avant de se rendre à Nashville, il est diplômé de l'école secondaire South Caldwell et de l'Appalachian State University avec un diplôme en marketing. Eric, installé dans le Tennessee trouve un contrat d'édition chez Sony/ATV Tree Music Publishing. Arthur Buenahora le présente au producteur Jay Joyce. Church signe alors chez Capitol Records. Son premier single, "How 'Bout You", se classe à la 14e place sur le classement Hot Country Songs. S'ensuivra la sortie de son premier album et conduit hors de son premier album Sinners Like Me. En avril 2006, Church chante sur au Grand Ole Opry pour la première fois. Church se marie avec Katherine Blasingame le 8 janvier 2008.
En 2009, Church sort Carolina, son deuxième album studio, produit par Jay Joyce, et entièrement composé des chansons qu'il a coécrites. En juin 2010 Eric intègre Capitol Nashville Nashville nouvelle empreinte EMI Records.
Avec sa femme Katherine, ils deviennent parents en octobre 2011. Church prépare un nouvel album pour 2011. Homeboy, le premier single issu de celui-ci a été diffusé en radio le 14 février 2011.

## Discographie

### Albums Studios
| Année | Détails                                                                       | Meilleures positions | Meilleures positions | Meilleures positions |
| Année | Détails                                                                       | US Country           | US                   |                      |
| ----- | ----------------------------------------------------------------------------- | -------------------- | -------------------- | -------------------- |
| 2006  | Sinners Like Me - Date de sortie : 18 juillet 2006 - Label: Capitol Nashville | 7                    | 29                   |                      |
| 2009  | Carolina - Date de sortie : 24 mars 2009 - Label: Capitol Nashville           | 4                    | 17                   |                      |
| 2011  | Chief - Date de sortie : 26 juillet 2011 - Label: EMI Nashville               | 1                    | 1                    |                      |
| 2014  | The Outsiders - Date de sortie : 11 février 2014 - Label: EMI Nashville       | 1                    | 1                    |                      |
| 2015  | Mr. Misunderstood - Date de sortie : 4 novembre 2015 - Label: EMI Nashville   | 2                    | 2                    |                      |
| 2018  | Desperate Man - Date de sortie : 5 octobre 2018 - Label: EMI Nashville        | 1                    | 5                    |                      |
| 2021  | heart                                                                         |                      |                      |                      |
| 2021  | soul                                                                          |                      |                      |                      |
| 2025  | evangeline vs.the machine                                                     |                      |                      |                      |

### Extended plays
| Année | Détails | Meilleures positions | Meilleures positions | Meilleures positions |
| Année | Détails | US Country           | US                   |                      |
| ----- | --- | -------------------- | -------------------- | -------------------- |
| 2011  | Caldwell County - Date de sortie : 18 janvier 2011 - Label: EMI Nashville                                               | 13                   | 67                   |                      |
| 2016  | Mr. Misunderstood: On the Rocks, Live and (Mostly) Unplugged - Date de sortie : 15 novembre 2016 - Label: EMI Nashville | 4                    | 57                   |                      |

### Compilations / Live
| Année | Détails                                                                        | Meilleures positions | Meilleures positions | Meilleures positions |
| Année | Détails                                                                        | US Country           | US                   |                      |
| ----- | ------------------------------------------------------------------------------ | -------------------- | -------------------- | -------------------- |
| 2013  | Caught in the Act: Live - Date de sortie : 9 avril 2013 - Label: EMI Nashville | 3                    | 5                    |                      |
| 2014  | 4 Album Collection - Date de sortie : 11 février 2014 - Label: EMI Nashville   | 12                   | 71                   |                      |
| 2017  | 61 Days in Church - Date de sortie : décembre 2017 - Label: EMI Nashville      |                      |                      |                      |

### Singles
| Année | Single                                | Meilleures positions | Meilleures positions | Album             |
| Année | Single                                | US Country           | US                   | Album             |
| ----- | ------------------------------------- | -------------------- | -------------------- | ----------------- |
| 2006  | "How 'Bout You"                       | 14                   | 85                   | Sinners Like Me   |
| 2006  | "Two Pink Lines"                      | 19                   | —                    | Sinners Like Me   |
| 2007  | "Guys Like Me"                        | 17                   | 99                   | Sinners Like Me   |
| 2007  | "Sinners Like Me"                     | 51                   | —                    | Sinners Like Me   |
| 2008  | "His Kind of Money (My Kind of Love)" | 46                   | —                    | Non-album song    |
| 2009  | "Love Your Love the Most"             | 10                   | 63                   | Carolina          |
| 2009  | "Hell on the Heart"                   | 10                   | 67                   | Carolina          |
| 2010  | "Smoke a Little Smoke"                | 16                   | 78                   | Carolina          |
| 2011  | "Homeboy"                             | 13                   | 53                   | Chief             |
| 2011  | "Drink in My Hand"                    | 1                    | 40                   | Chief             |
| 2012  | "Springsteen"                         | 1                    | 19                   | Chief             |
| 2012  | "Creepin'"                            | 10                   | 56                   | Chief             |
| 2013  | "Like Jesus Does"                     | 13                   | 59                   | Chief             |
| 2013  | "The Outsiders"                       | 6                    | 51                   | The Outsiders     |
| 2014  | "Give Me Back My Hometown"            | 4                    | 36                   | The Outsiders     |
| 2014  | "Cold One"                            | 20                   | 88                   | The Outsiders     |
| 2014  | "Talladega"                           | 2                    | 43                   | The Outsiders     |
| 2015  | "Like a Wrecking Ball"                | 6                    | 51                   | The Outsiders     |
| 2015  | "Mr. Misunderstood"                   | 15                   | 84                   | Mr. Misunderstood |
| 2016  | "Record Year"                         | 2                    | 44                   | Mr. Misunderstood |
| 2016  | "Kill a Word" (avec Rhiannon Giddens) | 9                    | 71                   | Mr. Misunderstood |
| 2017  | "Round Here Buzz"                     | 7                    | 56                   | Mr. Misunderstood |
| 2018  | "Desperate Man"                       | 8                    | 68                   | Desperate Man     |
| 2018  | "Some of It"                          | 19                   |                      | Desperate Man     |

## Récompenses et nominations
| Année | Association                      | Catégorie                 | Résultat |
| ----- | -------------------------------- | ------------------------- | -------- |
| 2011  | Academy of Country Music Awards  | Meilleure révélation solo | Gagnant  |
| 2011  | Academy of Country Music Awards  | Meilleure révélation      | Nommé    |
| 2012  | Country Music Association Awards | Meilleur album de l'année | Gagnant  |